# رایمو تواوملا
رایمو تواوملا (انگلیسی: Raimo Tuomela؛ ۹ اکتبر ۱۹۴۰ – ۲۲ نوامبر ۲۰۲۰) فیلسوف اهل فنلاند بود.